# El Alto (Panama)
El Alto ist ein Corregimiento des Bezirks Santa Fe in der Provinz Veraguas in Panama. Bei der Volkszählung im Jahr 2023 hatte es 1362 Einwohner. Das Corregimiento erstreckt sich über eine Fläche von 84,1 km².

## Bevölkerung
Die folgende Tabelle zeigt die Bevölkerung des Corregimientos El Alto, wie es in den Volkszählungen 2000, 2010 und 2023 erfasst wurde.
| Jahr         | 2000 | 2010 | 2023 |
| ------------ | ---- | ---- | ---- |
| Einwohner    | 2060 | 1318 | 1362 |
| davon Männer | 1128 | 713  | 740  |
| davon Frauen | 932  | 605  | 622  |

## Orte
Im Corregimiento El Alto befinden sich folgende Orte:
- Alto de La Cruz
- Alto El Pito
- Bajo Venado
- Boca de La Quebrada Culaca
- Cañablancal
- El Alto
- El Carmen
- El Cogollal
- El Coralillo
- El Filo
- El Gallito
- El Gallo
- El Guayabo
- El Palmarito
- Guayabito
- La Culaca
- La Fondura
- La Gloria
- La Golondrina
- La Mula
- La Pandura No.1
- La Pita
- La Piñuela
- La Puente
- Las Peñitas
- Las Piedras
- Loma Larga
- Los Bajos
- Palma Real
- Piedra de Moler
- Piura